# Нун (рукав)
Нун (англ. Nun River) — левый рукав реки Нигер. Является его самым длинным рукавом. Считается главным продолжением Нигера, в отличие от других рукавов: Форкадоса, Брасса, Бонни и Сомбрерио.
Нун пересекает дельту Нигера с севера на юг через штат Байельса.
Река берёт начало в 32 км к югу от города Або, где Нигер разделяется на Нун и Форкадос. Течёт через малонаселённые болотистые области и мангровые заросли, впадает в Гвинейский залив у населённого пункта Акасса. Длина реки равна 160 км.
Нун пересекает населённые пункты Оди и Кайяма. Возле Кайямы через реку построен мост.
В XIX веке река служила торговым путём. Нефтяные месторождения вдоль реки были обнаружены в 1963 году. Для транспортировки нефти вдоль реки построен трубопровод.